# ريتشموند بارثيه
كان جيمس ريتشموند بارثيه والمعروف أيضًا باسم ريتشموند بارثيه (منذ 28 يناير من عام 1901وحتى 5 مارس من عام 1989) نحاتًا أمريكيًا أفريقيًا معاصرًا لنهضة هارلم. اشتهر بارثيه بمنحوتاته التي صورت شخصيات سوداء. ركز عمله الفني على تصوير تنوع الإنسان وروحانيته. قال بارثيه ذات مرة: «لقد اهتممت طوال حياتي بمحاولة تصوير السمة الروحية التي أراها وأشعر بها في الناس، وأشعر أن الجسم البشري -كما خلقه الله- هو أفضل وسيلة للتعبير عن هذه الروح في الإنسان».

## نيويورك
كانت ثلاثينيات القرن العشرين أكثر سنوات ريتشموند بارتي إنتاجًا، في حين وجد العديد من الفنانين الشباب صعوبةً كبيرةً في كسب لقمة عيشهم بالاعتماد على فنهم خلال فترة الكساد الكبير، إذ وضعه انتقاله من معهد الفنون في شيكاغو إلى مدينة نيويورك -حيث انتقل بعد تخرجه- أمام تجارب جديدة عند وصوله إلى المدينة خلال ذروة نهضة هارلم. أسس بارثيه الاستوديو الخاص به في هارلم في عام 1930 بعد فوزه بزمالة جوليوس روزينوالد الممولة في أول معرض منفرد له في نادي وومنز سيتي في شيكاغو. نقل بارثيه مرسمه من هارلم إلى حي قرية غرينويتش في عام 1931. قال بارثيه في إحدى المرات: «أنا أعيش في وسط المدينة لأن ذلك أكثر ملاءمةً لمعارفي الذين أكسب لقمة عيشي من خلالهم». لقد أدرك بارثيه أهمية العلاقات العامة ومواكبة اهتمامات هواة جمع المنحوتات أولًا بأول.
اختلط بارثيه بالأوساط البوهيمية في وسط منطقة مانهاتن. لم يكن قادرًا في البداية على تحمل نفقات استعمال النماذج الحية، لذلك بحث عن الإلهام ووجده في المؤدين المسرحيين. لم يتح له العيش في وسط المدينة الفرصة للاختلاط بهواة جمع المنحوتات فقط بل أيضًا بالفنانين والراقصين والممثلين. سمحت له ذاكرته البصرية المذهلة بالعمل دون نماذج، الأمر الذي مكنه من تصوير الجسم البشري المتحرك. استطاع خلال هذا الوقت إكمال العديد من الأعمال مثل بلاك نارسيسس (1929)، وذا بلاكبيري وومن (1930)، ودرم ماجور (1928)، وذا بريكاواي (1929)، وتماثيل نصفية لآلاين لوك (1928)، وتمثال نصفي لأليلا ووكر (1928)، وذا ديفيلد كراب- مان (1929)، وروز مكليندون (1932)، وفيرال بينغا (1935)، والسير جون غيلغد في دور هاملت (1935).
دُشنت مجموعة كبيرة من أعمال بارثيه الرئيسية في صالات عرض كاز ديلبو في مركز روكفلر في نيويورك في أكتوبر من عام 1933. عُرضت أعماله أيضًا في معرض شيكاغو العالمي في نفس العام. ذهب بارثيه في جولة إلى باريس مع القس إدوارد مورفي -صديق القس كين من نيو أورلينز- في صيف عام 1934، بعد أن قايض مورفي تذكرة الدرجة الأولى التي امتلكها بتذكرتين من الدرجة الثالثة لمشاركتها مع بارثيه. عرّفت هذه الرحلة بارثيه بالفن الكلاسيكي، كما عرفته بفناني الأداء مثل فيرال بينغا والفنانة الأمريكية الأفريقية جوزفين بيكر، التي صنع لها بورتريهات في عامي 1935 و1951. أسس بارثيه صيتًا له كنحات خلال العقدين التاليين. نال بارثيه العديد من الجوائز وحقق نجاحًا تلو الآخر واعتبره الكتاب والنقاد أحد «الحداثيين» الرائدين في عصره. كان كل من والاس ثورمان، وكلود مكاي، ولانغستون هيوز، وجيمي دانييلز، وكونتي كولين، وهارولد جاكمان من أصدقائه من ذوي الأصول الأفريقية. كان رالف إيلسون أول طالب له. كان كل من كارل فان فيختن، ونويل سوليفان، وتشارلز كولين، ولينكن كيرستين، وبول قدموس، وإدغار كوفمان جونيور، وجارد فرينش من داعميه البيض.

## وصلات خارجية
- ريتشموند بارثيه على موقع الموسوعة البريطانية (الإنجليزية)

- http://www.a-r-t.com/barthe/, Retrieved February 6, 2015.
- http://www.a-r-t.com/barthe/#info, Retrieved February 6, 2015.